# Barijhati
Barijhati là một thị trấn thống kê (census town) của quận Hugli thuộc bang Tây Bengal, Ấn Độ.

## Nhân khẩu
Theo điều tra dân số năm 2001 của Ấn Độ, Barijhati có dân số 6400 người. Phái nam chiếm 51% tổng số dân và phái nữ chiếm 49%. Barijhati có tỷ lệ 80% biết đọc biết viết, cao hơn tỷ lệ trung bình toàn quốc là 59,5%: tỷ lệ cho phái nam là 84%, và tỷ lệ cho phái nữ là 76%. Tại Barijhati, 9% dân số nhỏ hơn 6 tuổi.